# 火鉢

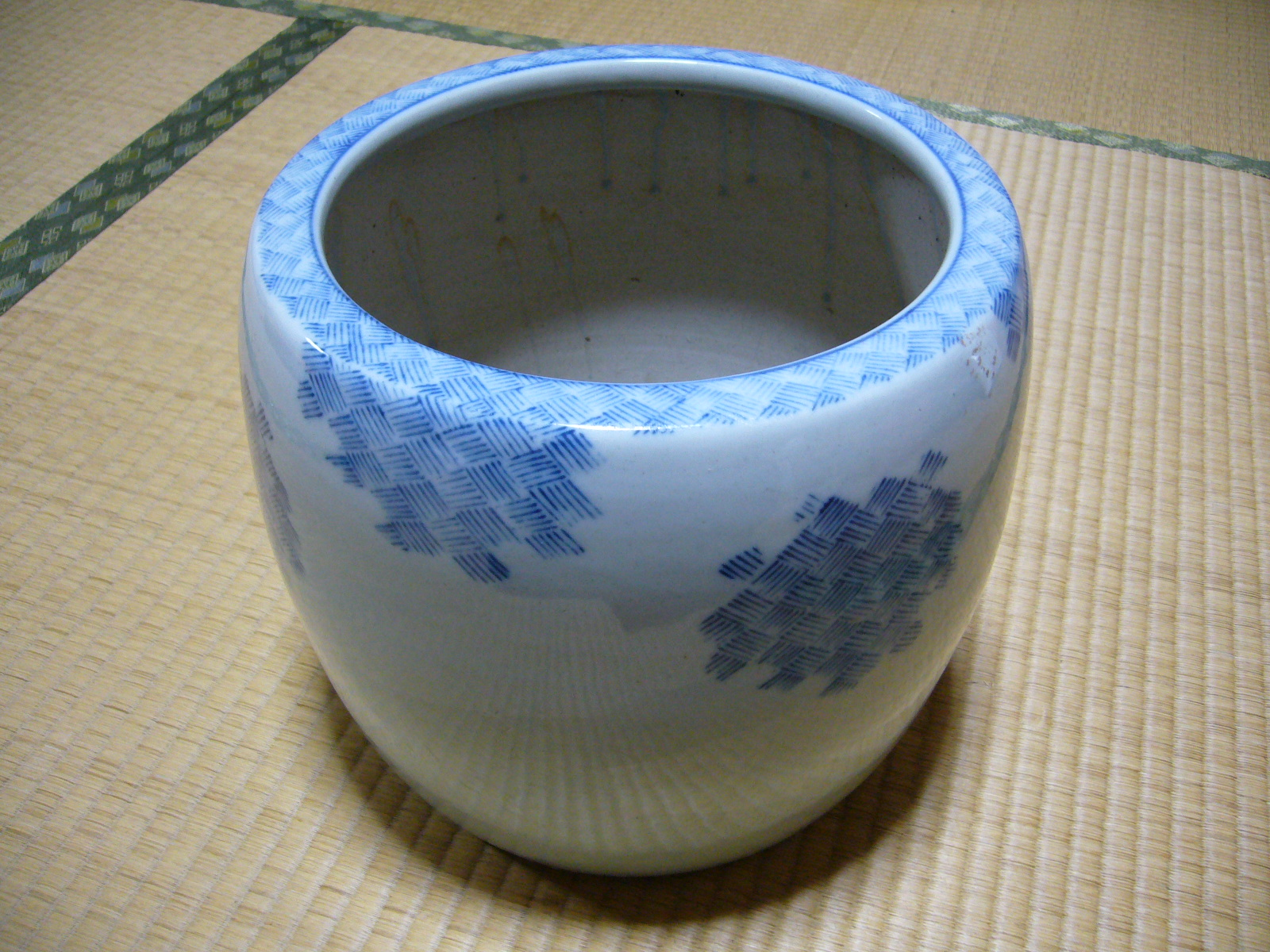
陶器の丸火鉢

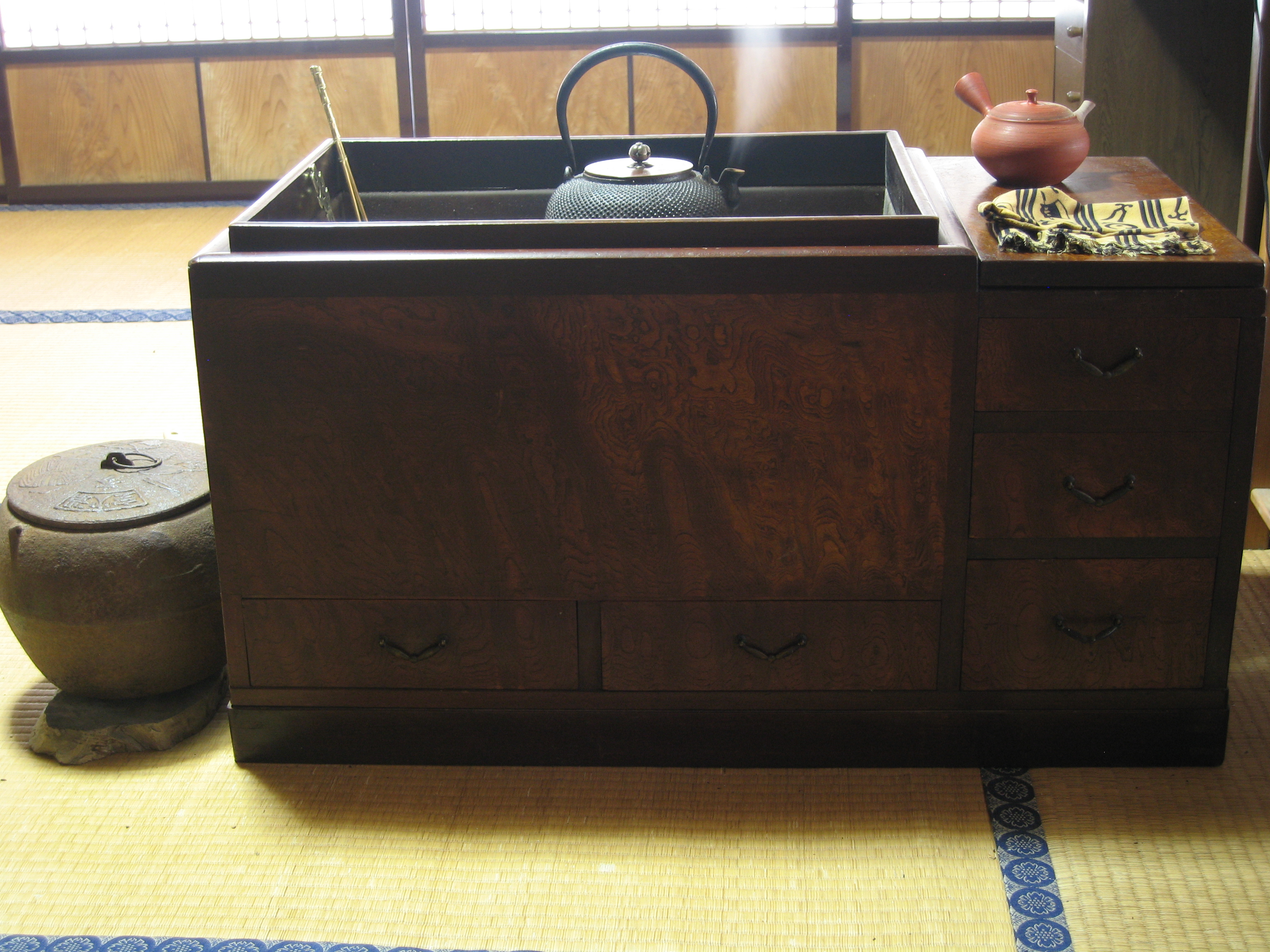
木製の長火鉢

火鉢（ひばち）は、陶磁器や金属や木材などでできた器具で、入れた灰の上で炭を燃焼させ、暖房や湯沸かしや簡単な調理を行うもの。火櫃（ひびつ）や火桶（ひおけ）などともいい、冬の季語。

## 概要
形状により長火鉢、角火鉢、六角火鉢、丸火鉢などの種類がある。材質は陶器や木製、金属製のものが多いが珍しい石製のものもある。大きさも数人がかりで動かす大名火鉢から、手あぶりと呼称される小形火鉢まで様々ある。また、手さげ火鉢もある。

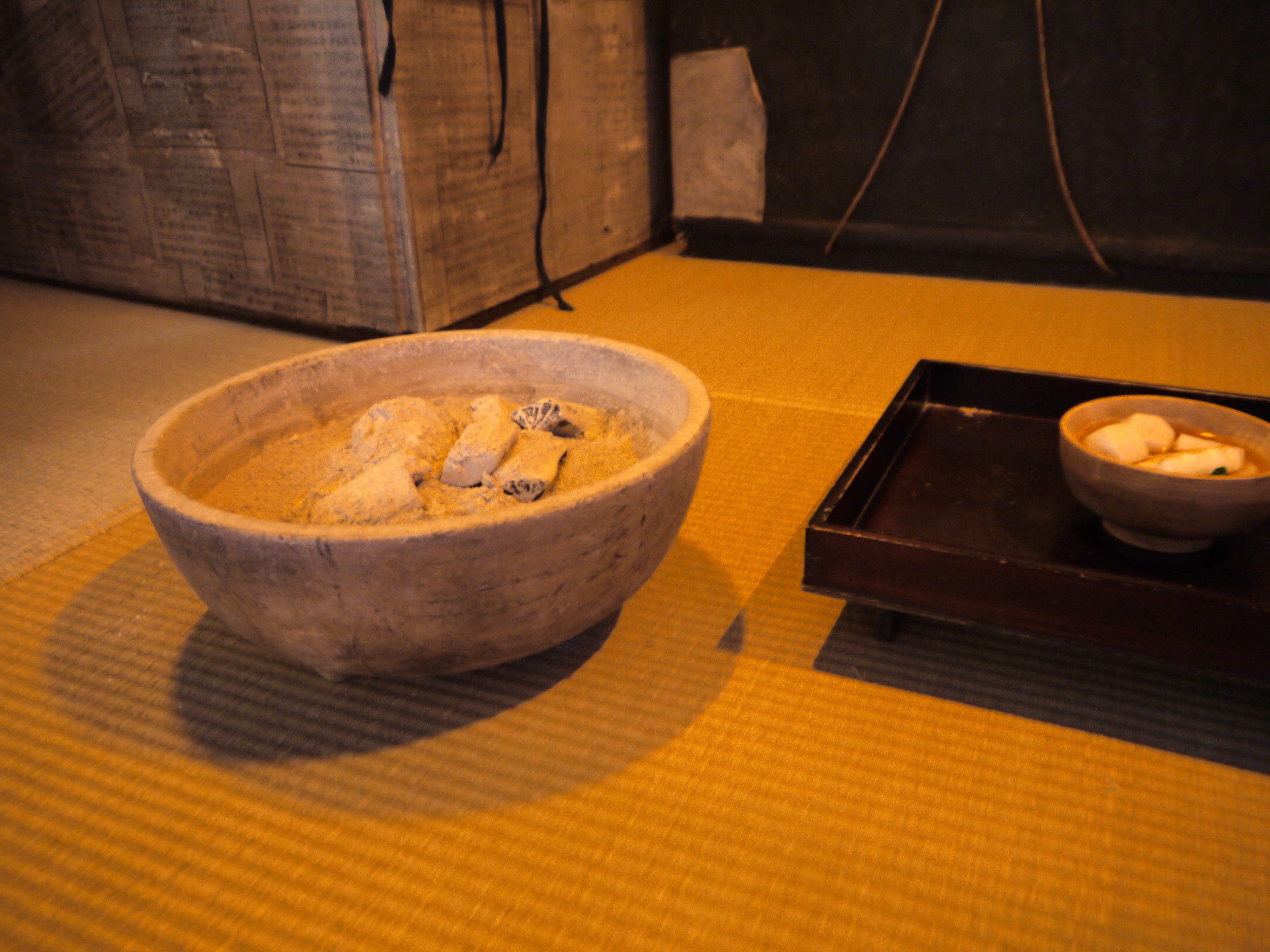
江戸の長屋の中でも、裕福でない層の庶民が使っていた火鉢。同時期の武家や商家の火鉢と比較し、非常に簡素な造りである。右は正月の雑煮。（深川江戸資料館）

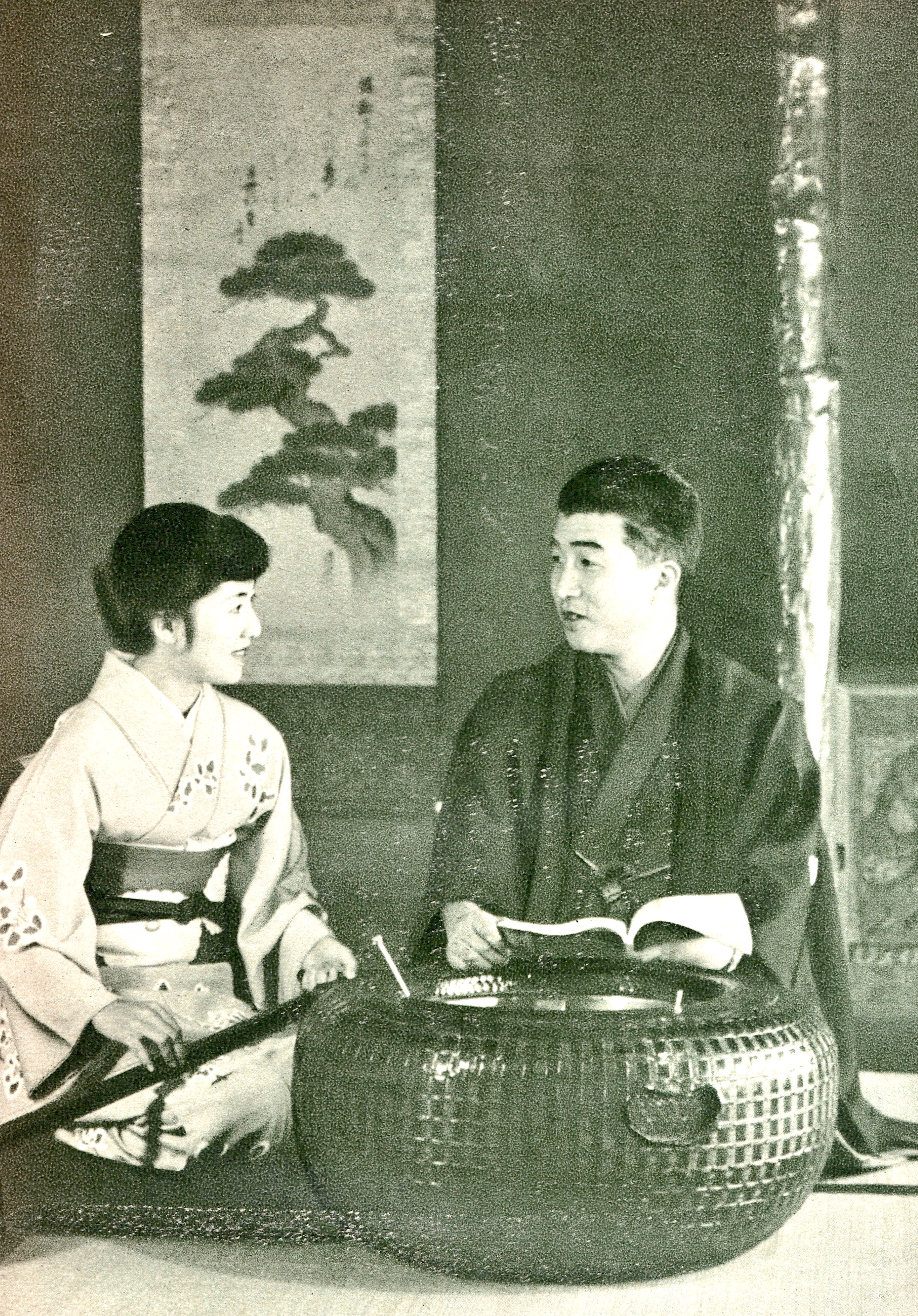
火鉢にあたる様子（1953年）

置炉としての火鉢は奈良時代に登場した。薪のように煙が出ないことから上流の武家や公家に使用されていたものが、江戸時代から明治にかけて庶民にも普及し、一部はインテリアとして発達し、彫金を施された唐金(金属)製の火鉢や、鮮やかな彩色をされた陶器製の火鉢が作られた。昭和初期までは暖房用とともに半炊事用を兼ねるような道具であった。戦前は駅の待合室にさえ見られたが、木炭は着火に手間がかかる上、一酸化炭素中毒や火災の危険があるため戦後の高度経済成長とともにストーブ等が普及するにつれ消えていった。以降は主に愛好家の収集対象となっており、骨董品やインテリア目的で流通し、植木鉢や、水を張って睡蓮鉢や大型の金魚鉢として庭先で見かけることもある。

## 使用方法
火道具
- 火おこし

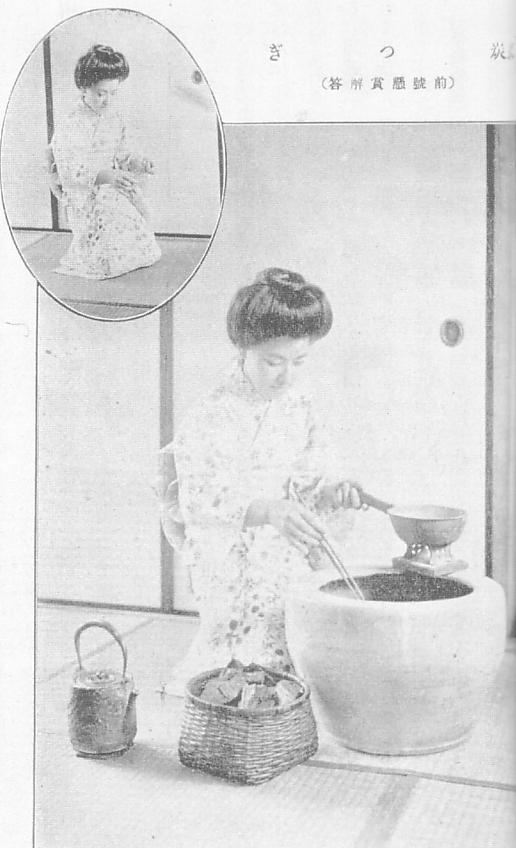
火鉢に炭を継ぐ様子。右手が火箸。左手が十能（1912年の写真から）

- 十能（じゅうのう） - 火おこしを移動させる時に入れて使う。
- 火箸（ひばし）
- 火消し壷
- 五徳 - 土瓶・鉄瓶・鍋などをかけることができる。
- 灰ならし - 灰の表面をならす。歯がついて文様を描くこともできる。
- 灰ふるい - ゴミや炭の燃えかすなどを取り除く。
- 金網 - 餅などを炙るのに使う。
- 火吹きダルマ

空の火鉢の底に小石などを敷く。その上から灰（藁灰がよい）を、火鉢の1/2-2/3ほどまで入れる。“おとし”と呼ばれる炉部分が銅などで作られた木製火鉢の場合、小石が湿気を含んでいると銅板がさびるので灰だけ入れた方がよい。灰は断熱材なので深さ10cmもあれば炭の熱の心配は無い。古い灰は篩にかけて塊やごみを除く。湿気ている場合は干してから入れる。
炭:黒炭と白炭がある。黒炭とはクヌギ、ナラ炭など。日常使いの実用的なものから、茶席でも使用される佐倉炭、池田炭などのブランド品まであった。火つきはいいが持ちはあまりよくない。備長炭などの白炭はカシやウバメガシなどを使う。火つきが悪いので最初に熾す。
- 備長炭 - 火つきが悪いが火力、火持ちは最高。現在では暖房用より、むしろ鰻のカバ焼きや焼き鳥など調理用として需要が大きい。国産で高品質なものは高価だが、海外製の低質な「備長炭」も販売されているので注意が必要。
- くぬぎ炭 - 火持ちはあまりしないが火付きは良い。価格は比較的高め。
- なら炭 - 一般的な炭。 外国産は臭いや煙が強く安全性に疑問もあるが安価。
- オガ炭 - おがくずを固めて作った炭。火力、火持ちは悪い、臭いがあるが安価。
- 炭団(たどん) - 粉になった木炭を練って丸く成型したもの。安価なのでかつて実用品として使われた。現在でも入手可能。

熾し方:最初は火つきのいい黒炭から始める。ガス火で火を起こす場合は、2-3本の炭を火おこしに入れて火にかけ、炭全体が赤く色づくまで加熱する。炭が暖まったら、十能に入れて運び、火鉢の灰の上に、空気が通るように適当な間隔をあけて並べる。茶道などでは、この炭の配置には多くの規則があり、綿密に規定されている。固形燃料や豆炭を使用すると火をおこしやすいが、灰に石炭がらや不純物が混じることを嫌う向きもある。火力の調整は、炭の量の増減や配置、灰のかぶせ加減を調整することによって行う。炭から炎があがる状態よりも、炭が赤く色づいている程度の方が持ちが良い。炭を継ぐ場合、新しい炭を下から加熱すると発煙したりはぜたりするので、木炭は薪と違い、熾った炭を上にして上から下に徐々に火を移してゆく。炭の断面より皮側が火が移りやすい。火を消す場合は火消し壷に入れる。炭を扱うには火箸を用い、使わないときは火鉢の隅の灰に突き刺すなどしておく。五徳を使う場合は、灰の中に2-3cmほど埋め、鉄瓶などを載せても傾かないようにする。五徳は爪を上に向けて使っても、下に向けて使ってもいい。五徳の上に水を張った鉄瓶等をかけておくと加湿器代わりになる。五徳の上に網を乗せ餅などを焼くことができるが、魚などの臭いのきついものを焼くと臭いがつく。長火鉢の場合、銅壷をいれて湯を沸かしたり酒に燗をつけるためにも使われる。

注意点
- 炭が燃える際に一酸化炭素が発生し、中毒の危険がある。死亡事故もあり、注意して換気する[3]。
- 炭がはぜて周りに火の粉や炭の欠片が飛ぶことがある。特に火おこし中や移動中は危険。
- 熾った灰の上に水や湯がかかると灰が激しく吹きあげる(いわゆる灰神楽)ので、鉄瓶等の転倒や吹きこぼれには特に注意する。
- 目を離さない。特に点火したまま睡眠しないこと。閉め切った部屋で火鉢をつけて眠れば、中毒死の危険がある。
- 使用後は炭が完全に消えているかどうか確認する。消えたようでも中の部分がまだ燃えていることがある。
- 割れや欠けのある火鉢を使用することは、火災の恐れがあり、大変危険である。京都の方広寺の大仏(京の大仏)・大仏殿は昭和48年（1973年）3月27日深夜の火災で焼失したが、京都市消防局は見分の結果、その原因について「大仏殿西側受付室で使用されていた練炭火鉢の不始末。練炭火鉢の底に欠けた部分があり、そこから熱が伝わり、下に敷いてあった板が過熱してくすぶり出火。自動火災報知設備が設置されておらず，手動の設備も故障していたなど，いくつもの不運が重なって大火となった」としている（京都市消防局公式HP・『朝日新聞』1973年3月30日)[注釈 1]。

## 発展形

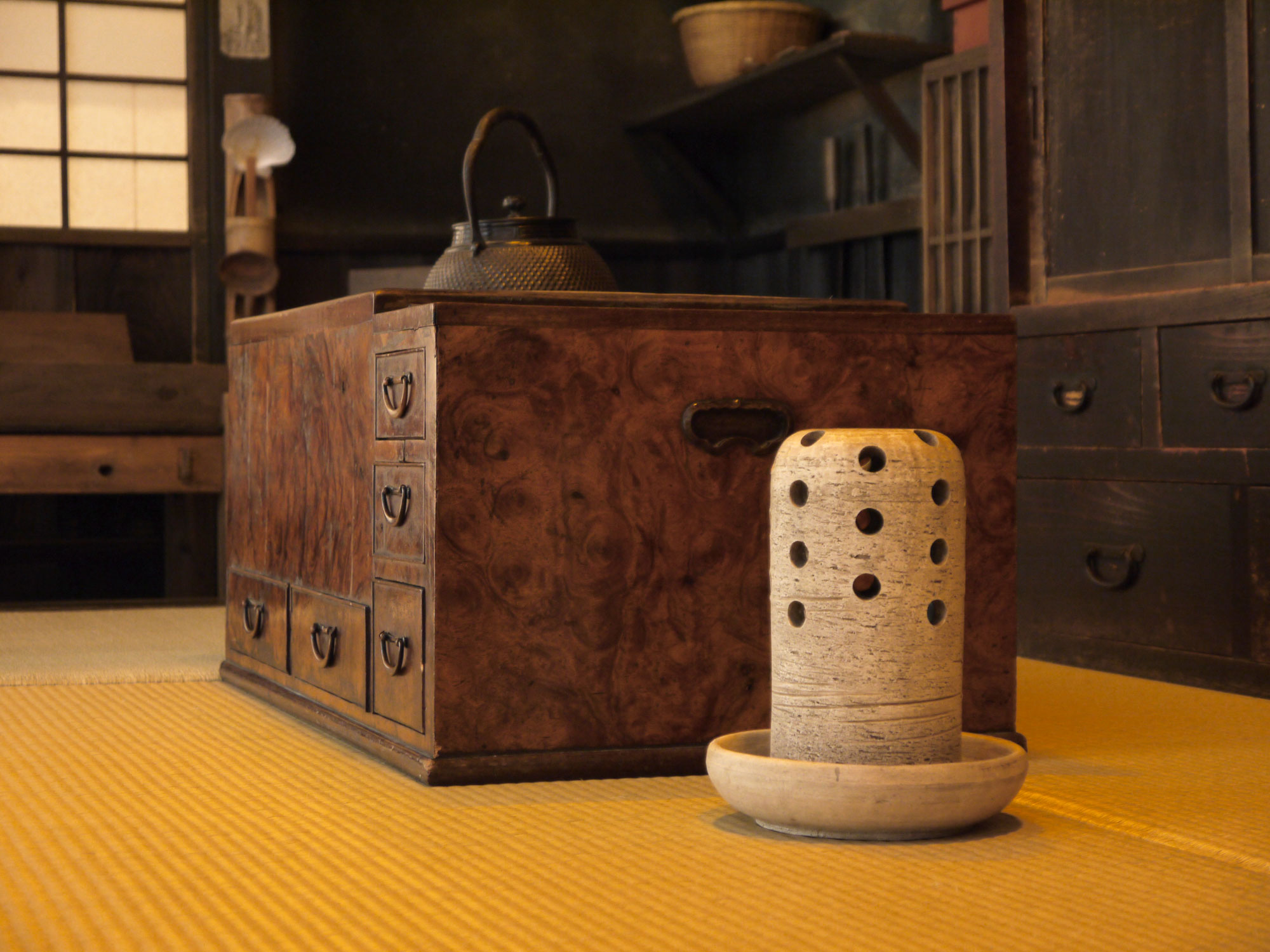
江戸後期の長火鉢。手前は夏の虫除けの香。（深川江戸資料館）

### 箱火鉢、長火鉢
箱火鉢とは、銅製のおとし(炉)を、木製の化粧板の箱の中に収めた箱型の火鉢。また長火鉢は、箱火鉢に付属の引出しをつけ、物入れ兼用にした横長の火鉢。
右画像は関東火鉢、或いは江戸長火鉢と呼ばれる。火鉢部分の右横に猫板とよばれるスペースがある。猫板の下に2～3段の引出しが付き、火鉢の下にも横に2つ引出しが並ぶのが一般的。引出しは乾燥するので茶筒、煎餅や海苔など湿気を嫌うものを入れる事が多い。材質は桜や桐、また欅がその堅さゆえ多く使用されており、上部の縁に黒柿（柿の木数百本の1本の割合で存在）を使用したものが特に珍重された。欅材は玉杢と呼ばれる杢目の多さでその価値が決まったとされる。引き出し面の反対側に客人を座らせることから、関東火鉢は引き出し面の反対側を表側とする。表面にはその時最も良いとされる杢目の板を使うのが江戸指物師の心意気、また持ち主は念入りに布巾をかけ、光らせるのが粋だった。関西の長火鉢は上部にテーブルのような張り出しがあるのが特徴。

### 練炭火鉢
扱いが面倒な木炭の欠点を解決するため、安価な練炭を燃料に使用できるようにした火鉢。着火した練炭コンロを火鉢本体の中にはめこんで使用する。下部の空気窓で火力を容易に調節することができる。木炭火鉢に比較すれば手軽で実用的であり、また煮物などの調理にも使用できたため大いに普及し、昭和三十年代頃までは各家庭に普通に見ることができた。その後は後述の石油火鉢などに市場の主導権を明け渡したが、高齢者にいまだ愛用者が多く現在でも販売されている。また、練炭の一度火をおこせば長時間熱源として利用出来る長所から、防災用品として利用されている場合もある。練炭火鉢は形状が類似している事から、七輪と混同される場合も多い。

### 石油火鉢
灯油を燃料とする石油ストーブのうち、芯式の反射型ストーブの構造を円筒形の火鉢様の筐体に納めたもの。通常の反射型ストーブが筐体の前面に熱を放射する構造に対して、石油火鉢は筐体の真上に集中して熱を立ち上らせる構造となっており、開口部に五徳が置かれている為、暖房の他に調理器具としても使用する事が出来る。石油火鉢には周辺機器として中央に丸い穴が開けられた専用の座卓が用意されており、鍋料理を囲う団欒を意識した使用も可能となっている。石油火鉢は石油ストーブと同様に火力調整が簡便で、燃料の調達も容易な事から、練炭火鉢に代わって昭和時代の後期に普及したが、純粋な暖房器具としては石油ストーブや石油ファンヒーター、エアコンなどに取って代わられ、団欒の用途でもカセットコンロなどの台頭により石油火鉢は市場の主導権を明け渡している。しかし、2014年現在でも芯式反射型ストーブの製造メーカーにより製造が継続されており、現代風に「ホームヒーター」や「サロンヒーター」などの名称が与えられて販売が行われている。

### その他
ガス管を付けてガスで着火する火鉢または木炭にガスで着火する融合・併用型の火鉢(炭火焼ガス着火式)もあり、バイオエタノールで着火する火鉢(バイオエタノール暖炉)もある。

## 産地
火鉢は、日本各地で生産されていたが、第二次世界大戦直後には信楽焼が火鉢の生産数の大半を占めた。信楽町では、1949年には火鉢の生産量がピークに達し、300軒の窯元が年間2億円の売り上げを記録していたが、次第に火鉢が家庭に行き渡ったことやエネルギー源が石油やガスへと切り替わったことから生産量は激減した。

## 古典的な語彙など
- 火舎・火屋（ほや・かしゃ）は古くは脚の付いた火鉢や香炉をさした。正倉院には最古の現存の火鉢とされる「大理石製三脚付火舎」が収蔵される。一説には香炉を兼ねたものという。
- 枕草子には火桶と炭櫃の語が現れる。炭櫃（すびつ）は角火鉢で、方形で脚付きの物や備え付けの大火鉢を指した。一説には炉や囲炉裏の意ともいわれる。火桶（ひおけ）は木製の火鉢。本来は桶の意から円形だが、平安時代には方形のものも火桶と呼称した例もある。また火櫃（ひびつ）は木製の角火鉢。炭櫃で火桶である物ともいえる。

- 冬の季語。

## Hibachi
北アメリカではバーベキュー用の鉄板のグリルを「Hibachi」と称する。七輪と火鉢を混同したのが原因と見られる。Hibachi Restaurantとはシェフが鉄板焼きのグリルの前で様々なパフォーマンスをして客を楽しませながら食事を提供する鉄板焼きショーの店である。